# Castellar de Tost
Castellar de Tost – miejscowość w Hiszpanii, w Katalonii, w prowincji Lleida, w comarce Alt Urgell, w gminie Ribera d’Urgellet.
Według danych INE w 2020 roku liczyła 36 mieszkańców – 18 mężczyzn i 18 kobiet. 